# József Bozsik
József Bozsik pseudonim „Cucu” (ur. 28 listopada 1925 w Kispeszcie, zm. 31 maja 1978 w Budapeszcie) – węgierski piłkarz, który występował na pozycji pomocnika. W latach 1947–1962 reprezentant Węgier. Srebrny medalista Mistrzostw Świata 1954, złoty medalista Igrzysk Olimpijskich 1952.
Uczestniczył także w mistrzostwach świata 1958. Przez cały okres swej kariery związany z budapeszteńskim Honvédem, z którym zdobył pięć tytułów mistrza Węgier.